# Hans Dieter Pötsch
Hans Dieter Pötsch, född 28 mars 1951 i Traun, Österrike, är en österrikisk affärsman och företagsledare, styrelseordförande för Porsche SE och för Volkswagen AG sedan 2015 då han efterträdde Ferdinand Piëch.